# Giải vô địch bóng đá U-17 Đông Nam Á 2007
Giải vô địch bóng đá U-17 Đông Nam Á 2007 (AFF U-17 Youth Championship 2007) là giải bóng đá lần thứ ba giữa các đội tuyển bóng đá dưới 17 tuổi của các quốc gia Đông Nam Á. Giải do Liên đoàn bóng đá Đông Nam Á tổ chức tại Phnôm Pênh, Campuchia từ ngày 19 tháng 8 đến ngày 1 tháng 9 năm 2007.
Ban đầu, toàn bộ mười quốc gia thành viên AFF đều đăng ký tham dự. Tuy nhiên đến sát ngày khai mạc, đội U-17 Đông Timor thông báo không tham dự và bảng B chỉ còn 4 đội thi đấu. AFF và các đội còn lại quyết định không thay đổi lịch đấu.

## Địa điểm thi đấu
- Sân vận động Olympic Quốc gia, Phnôm Pênh, Campuchia
- Sân vận động Quân đội, Phnôm Pênh, Campuchia

## Vòng bảng
Mười đội tuyển được chia thành hai bảng đấu vòng tròn 1 lượt chọn 2 đội xếp đầu vào bán kết.
|  | Đội bóng đi tiếp vào vòng trong |  | Đội bóng bị loại ở vòng bảng |

### Bảng A
| Đội tuyển | số trận | thắng | hoà | thua | bàn thắng | bàn thua | điểm |
| --------- | ------- | ----- | --- | ---- | --------- | -------- | ---- |
| Thái Lan  | 4       | 3     | 0   | 1    | 10        | 5        | 9    |
| Indonesia | 4       | 2     | 2   | 0    | 7         | 3        | 8    |
| Malaysia  | 4       | 1     | 2   | 1    | 13        | 8        | 5    |
| Campuchia | 4       | 1     | 2   | 1    | 7         | 6        | 5    |
| Brunei    | 4       | 0     | 0   | 4    | 0         | 15       | 0    |

|  | v |  |
|  | - |  |
|  |   |  |

|  | v |  |
|  | - |  |
|  |   |  |

|  | v |  |
|  | - |  |
|  |   |  |

|  | v |  |
|  | - |  |
|  |   |  |

|  | v |  |
|  | - |  |
|  |   |  |

|  | v |  |
|  | - |  |
|  |   |  |

|  | v |  |
|  | - |  |
|  |   |  |

|  | v |  |
|  | - |  |
|  |   |  |

|  | v |  |
|  | - |  |
|  |   |  |

|  | v |  |
|  | - |  |
|  |   |  |

### Bảng B
| Đội tuyển | số trận | thắng | hoà | thua | bàn thắng | bàn thua | điểm |
| --------- | ------- | ----- | --- | ---- | --------- | -------- | ---- |
| Lào       | 3       | 2     | 0   | 1    | 8         | 4        | 6    |
| Việt Nam  | 3       | 2     | 0   | 1    | 5         | 4        | 6    |
| Myanmar   | 3       | 1     | 1   | 1    | 5         | 4        | 4    |
| Singapore | 3       | 0     | 1   | 2    | 3         | 9        | 1    |

|  | v |  |
|  | - |  |
|  |   |  |

|  | v |  |
|  | - |  |
|  |   |  |

|  | v |  |
|  | - |  |
|  |   |  |

|  | v |  |
|  | - |  |
|  |   |  |

|  | v |  |
|  | - |  |
|  |   |  |

|  | v |  |
|  | - |  |
|  |   |  |

## Đấu loại trực tiếp

### Tóm tắt
|  | Bán kết         | Bán kết  |               |   | Chung kết | Chung kết |
|  |                 |          |               |   |           |           |
|  | 30 tháng 8      |          |               |   |           |           |
|  |                 |          |               |   |           |           |
|  | Thái Lan        | 2        |               |   |           |           |
|  | Thái Lan        | 2        | 1 tháng 9     |   |           |           |
|  | Việt Nam        | 0        |               |   |           |           |
|  | Việt Nam        | 0        | Lào           | 2 |           |           |
|  | 30 tháng 8      |          | Lào           | 2 |           |           |
|  |                 | Thái Lan | 3             |   |           |           |
|  | Lào             | Thái Lan | 3             | 3 |           |           |
|  | Lào             |          |               | 3 |           |           |
|  | Indonesia       | 0        |               |   |           |           |
|  | Indonesia       | 0        | Tranh hạng ba |   |           |           |
|  |                 |          |               |   |           |           |
|  | 1 tháng 9       |          |               |   |           |           |
|  |                 |          |               |   |           |           |
|  | Việt Nam (pen.) | 1(4)     |               |   |           |           |
|  | Việt Nam (pen.) | 1(4)     |               |   |           |           |
|  | Indonesia       | 1(3)     |               |   |           |           |

### Bán kết
|  | v |  |
|  | - |  |
|  |   |  |

|  | v |  |
|  | - |  |
|  |   |  |

### Tranh hạng ba
|  | v |  |
|  | - |  |
|  |   |  |

### Chung kết
|  | v |  |
|  | - |  |
|  |   |  |

## Đội vô địch
| Vô địch cúp bóng đá U-17 Đông Nam Á 2007 Thái Lan Lần đầu tiên |

## Cầu thủ ghi bàn
| 6 bàn: - Sopha Saysana - D. Saarvindran - Anusak Laosangthai 3 bàn: - Keo Sokngon 2 bàn: - Oum Kumpheak - Kurniawan - Sahlan Sodik - Yericho Cristiantoko - Kita Souksabai - Phettikone Pangnasith - Mohd Aminuddin Mohd Samki - Kaung Htet Aung - Nattachai Tosungnean - Vuttipong Paenchum - Giang Trần Quách Tân 1 bàn: - Hou Sambo - Soun Makara - Salim Ohorella | - Ketsada - Khouanta Sivongthong - Souksavanh Bouttakhot - Idris Zohran - Mohamad Fandi Othman - Muhammad Fuad Mamat - Saiful Riduwan - Kyi Linn - Thet Naing - Zaw Lin Htet - Mohd Alqaasimy Abdul Rahman - Mohd Fazli Yayaha - Stanely Ng - Jirayut Saengpha - Rakpong Chumueang - Sarach Yooyen - Surachat Boomwang - Vichitchai Chuaisinuan - Nguyễn Đình Lợi - Nguyễn Đình Quý - Nguyễn Minh Tùng - Nguyễn Ngọc Long Phản lưới nhà - Feadiansyah (1 bàn cho Malaysia) - Atit Daosawong (1 bàn cho Indonesia) |